# Zielone Kadry

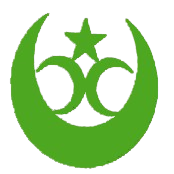
Logo Zielonych Kadr

Zielone Kadry (serb. Zeleni kadar) – paramilitarna organizacja kolaborancka bośniackich muzułmanów podczas II wojny światowej.
Na przełomie sierpnia i września 1943 r. spośród członków organizacji Zeleni kader został sformowany w rejonie Zvornika Pułk Domdo "Bosanski planinci". Na jego czele stanął płk Nešet Tepčić. W listopadzie jego liczebność osiągnęła stan ok. 3 tys. ludzi. W tym miesiącu w jego skład weszło też ok. 150 ludzi z rozwiązanego Legionu Hadžiefendicia. 
Pułk działał we wschodniej części Bośni, walcząc głównie z komunistyczną partyzantką Josipa Broz Tity. Na pocz. kwietnia 1944 r. został włączony do chorwackiej 10 Brygady Garnizonowej. Na jesieni tego roku członkowie Zeleni Kader przeszli do nowo formowanej przez Niemców chorwacko-muzułmańskiej 13 Dywizji Górskiej SS "Handschar".